# Tuniské letectvo
Tuniské letectvo (القوات الجوية التونسية) je součástí ozbrojených sil Tuniska. Bylo založeno roku 1959, tři roky po získání nezávislosti země. Jeho prvními letouny byly švédské cvičné stroje Saab 91 Safir. V letech 1965 tuniské letectvo získalo své první proudové letouny v podobě 13 italských cvičných a lehkých bojových letounů Aermacchi MB-326. V roce 1969 navíc z USA obdrželo 15 stíhacích letounů F-86F Sabre. V 70. letech byly zakoupeny letouny pro základní výcvik SIAI-Marchetti SF.260 a další lehké bojové MB-326. V 80. letech letectvo zakoupilo lehké stíhačky F-5E/F Tiger II a transportní letouny Lockheed C-130 Hercules. V  90. letech země získala dva C-130B, přičemž v Česku zakoupila 12 cvičných a lehkých bojových letounů L-59T Super Albatros a tři transportní letouny L-410UVP.
V roce 2010 Tunisko objednalo dva nové transportní letouny C-130J-30 Super Hercules. Dodány byly v letech 2013–2014. Tunisko se tak stalo první africkou zemí provozující tuto variantu letounu C-130.

## Přehled letecké techniky

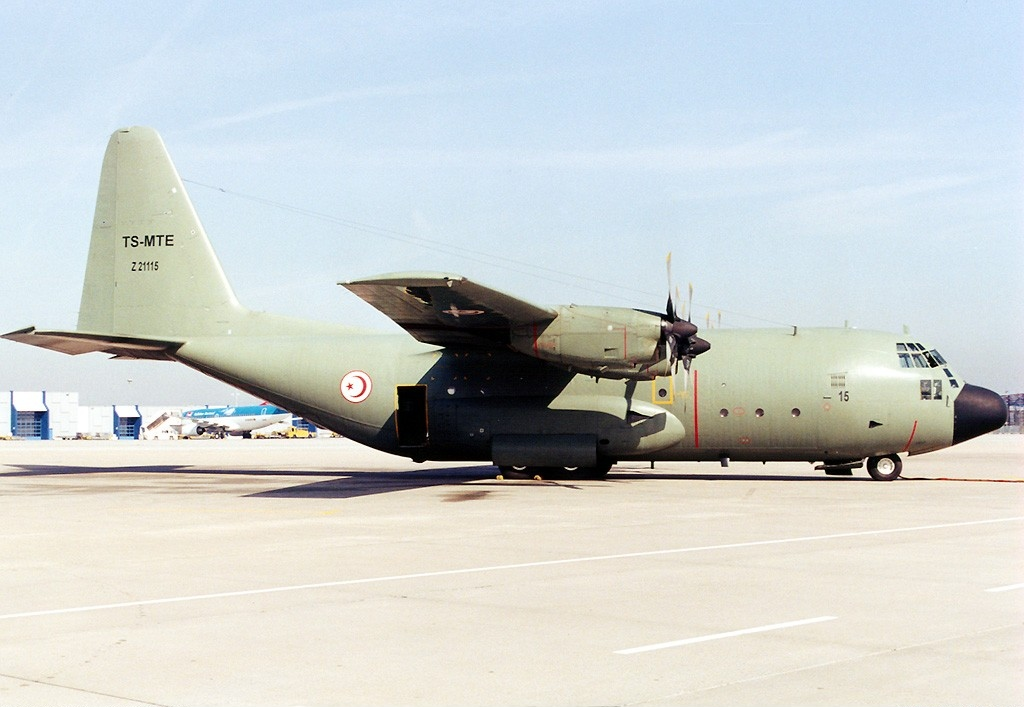
C-130B Hercules Tuniského letectva.

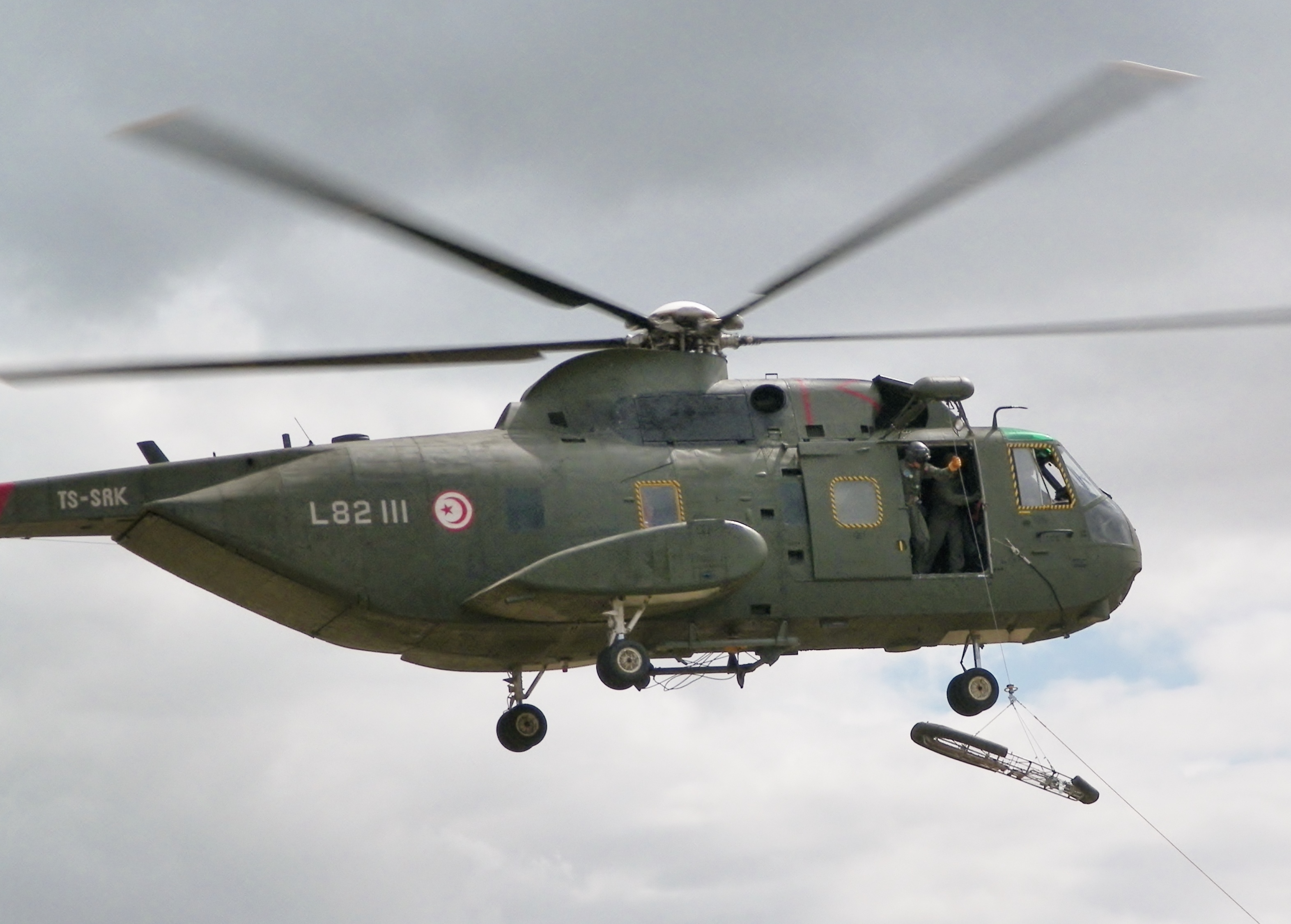
Tuniský vrtulník HH-3 během cvičení v oblasti Bizerty.

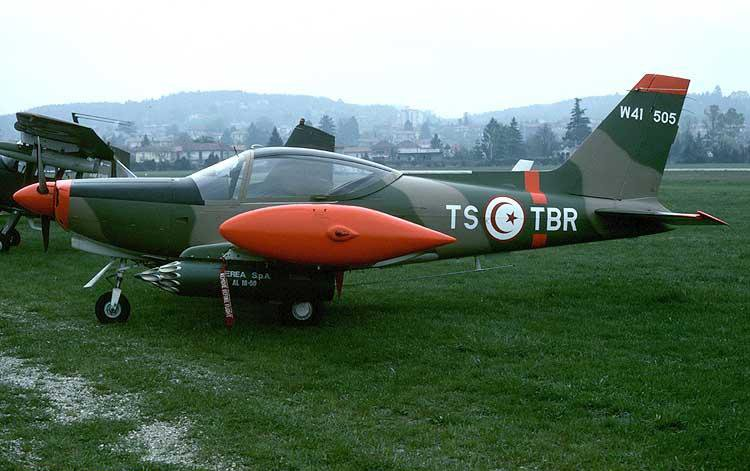
Cvičný SIAI-Marchetti SF.260.

Tabulka obsahuje přehled letecké techniky Tuniského letectva podle Flightglobal.com.
| Název                                 | Původ          | Určení                                | Verze                      | Ve službě      | Poznámky           |                |
| Bojové letouny                        | Bojové letouny | Bojové letouny                        | Bojové letouny             | Bojové letouny | Bojové letouny     | Bojové letouny |
| ------------------------------------- | -------------- | ------------------------------------- | -------------------------- | -------------- | ------------------ | -------------- |
| Northrop F-5                          | USA            | stíhací letoundvoumístný letoun       | F-5E Tiger IIF-5F Tiger II | 123            |                    |                |
| Dopravní a transportní letouny        |                |                                       |                            |                |                    |                |
| Let L-410 Turbolet                    | Československo | transportní letoun                    | L-410UVP                   | 4              |                    |                |
| Lockheed C-130 Hercules               | USA            | taktický transportní letoun           | C-130B/H                   | 7              |                    |                |
| Lockheed Martin C-130J Super Hercules | USA            | taktický transportní letoun           | C-130J                     | 2              |                    |                |
| Vrtulníky                             |                |                                       |                            |                |                    |                |
| Aérospatiale Alouette II              | Francie        | lehký víceúčelový vrtulník            | SE310                      | 8              |                    |                |
| Aérospatiale Alouette III             | Francie        | lehký víceúčelový vrtulník            | SA316                      | 8              |                    |                |
| Bell 205                              | USA            | užitkový/transportní vrtulník         |                            | 20             |                    |                |
| Bell 412                              | USA            | víceúčelový/transportní vrtulník      |                            | 3              |                    |                |
| Bell OH-58 Kiowa                      | USA            | lehký pozorovací ozbrojený vrtulník   |                            | 5              |                    |                |
| Bell UH-1 Iroquois                    | USA            | víceúčelový vrtulník                  | UH-1H/N                    | 16             |                    |                |
| Eurocopter AS 350                     | EU             | lehký víceúčelový vrtulník            | H125M                      | 6              |                    |                |
| Sikorsky S-61R                        | USA            | transport/pátrání a záchrana          | CH-3/HH-3E/F               | 17             |                    |                |
| Sikorsky S-70                         | USA            | transportní vrtulník                  | S-70/UH-60M                | 0              | Objednáno 12 kusů. |                |
| Cvičná letadla                        |                |                                       |                            |                |                    |                |
| Aermacchi MB-326                      | Itálie         | proudový cvičný letoun                |                            | 10             |                    |                |
| Aero L-39MS Albatros                  | Česko          | proudový cvičný a lehký bojový letoun | Aero L-59T Super Albatros  | 9              |                    |                |
| SIAI-Marchetti SF.260                 | Itálie         | cvičný letoun                         |                            | 18             |                    |                |